# Зиборов, Вячеслав Иванович
Вячеслав Иванович Зиборов (1868—1917) — генерал-майор русской императорской армии, участник Первой мировой войны.

## Биография
Родился 17 (29) августа 1868 года. В 1885 году окончил 3-й Московский кадетский корпус, в 1887 году по 1-му разряду — 3-е военное Александровское училище, в 1888 году, также по 1-му разряду — Михайловское артиллерийское училище. Выпущен подпоручиком (ст. 9.08.1886 г.) в 3-ю резервную артиллерийскую бригаду. В 1894 году по 1-му разряду окончил Николаевскую академию Генерального штаба, в которой учился с 1891 года. Был причислен к Генеральному штабу и в том же году отбывал лагерный сбор в Киевском военном округе; 7 декабря 1895 года переведён в Генеральный штаб, был старшим адъютантом штаба 19-й пехотной дивизии (7.12.1895-16.01.1898), отбывал цензовое командование ротой в 50-м пехотном Белостокском полку (28.10.1896-28.10.1897). 
Вступил в службу 26.08.1885; подпоручик (ст. 9.08.1886 (Выс. пр. 9.08.1888), поручик (ст. 11.08.1890), штабс-капитан «за успехи в науках» (ст. 18.05.1894 (Выс. пр. 1894), капитан (ст. 24.03.1896).
В период с 16.01.1898 по 25.03.1900 обер-офицер для особых поручений при штабе 10-го армейского корпуса, затем — старший адъютант штаба 9-го армейского корпуса (25.03.1900 — 01.01.1901), штаб-офицер для поручений при штабе Одесского военного округа (1.01.1901 — 31.05.1902), старший адъютант штаба Одесского военного округа (31.05.1902 — 12.05.1904); подполковник (ст. 6.12.1900), полковник (ст. 6.12.1904).
С 12 мая 1904 года начальник штаба 13-й пехотной дивизии. С 29 ноября 1908 года — командир 159-го пехотного Гурийского полка. За отличие по службе произведён в генерал-майоры (Выс. пр. 14.07.1914). 
Во время первой мировой войны был начальником штаба 1-го Сибирского армейского корпуса (14.07.1914 — 09.09.1916), начальник штаба 38-го армейского корпуса (9.09.-8.10.1916), начальник штаба 29-го армейского корпуса (8.10.1916-11.03.1917) и командующим 7-й стрелковой дивизией (11.03.-19.10.1917). Был убит революционными солдатами 19 октября (1 ноября) 1917 года.
Был женат, имел четырёх детей.

## Награды
- орден Св. Станислава 3-й ст (1899)
- орден Св. Станислава 2-й ст (1906)
- орден Св. Анны 2-й ст. (1906)
- орден Св. Владимира 4-й ст.(ст. 12.02.1912; Выс. пр. 1911)
- Георгиевское оружие (Выс. пр. 31.03.1916)